# Coe I. Crawford
Coe I. Crawford (Allamakee megye, 1858. január 14. – Yankton, 1944. április 25.) az Amerikai Egyesült Államok szenátora (Dél-Dakota, 1909–1915).